# 12680 Bogdanovich
12680 Bogdanovich eller 1981 JR2 är en asteroid i huvudbältet som upptäcktes den 6 maj 1981 av den amerikanska astronomen Carolyn S. Shoemaker vid Palomar-observatoriet. Den är uppkallad efter amatörastronomen Carrie C. L. Bogdanovich.
Asteroiden har en diameter på ungefär 2 kilometer.